# Joseph Cordeiro
Joseph Marie Anthony Cordeiro (1918 - 1994) là một Hồng y người Pakistan gốc Ấn Độ của Giáo hội Công giáo Rôma. Ông nguyên Tổng giám mục Tổng giáo phận Karachi và Chủ tịch Hội đồng Giám mục Pakistan từ năm 1958 đến năm 1994. Trong nhiệm vụ của hồng y, hồng y Cordeiro từng tham dự hai mật nghị hồng y trong năm 1978, Mật nghị Hồng y tháng 8 năm 1978, Mật nghị Hồng y tháng 10 năm 1978 lần lượt chọn ra hai giáo hoàng là Giáo hoàng Gioan Phaolô I và Giáo hoàng Gioan Phaolô II.

## Tiểu sử
Hồng y Cordeiro sinh ngày 19 tháng 1 năm 1918, tại Bombay, thuộc Ấn Độ. Sau khoảng gian dài tu học tại các cơ sở chủng viện theo quy định Giáo luật, ngày 24 tháng 8 năm 1946, Phó tế Cordeiro tiến tới việc phong chức linh mục. Tân linh mục là thành viên linh mục đoàn Tổng giáo phận Karachi.
Sau hơn mười năm với sứ vị linh mục, ngày 7 tháng 5 năm 1958, Tòa Thánh bất ngờ loan báo tin tuyển chọn linh mục Joseph Marie Anthony Cordeiro, khi ấy chỉ 40 tuổi, làm Tổng giám mục Tổng giáo phận Karachi. Tân Tổng giám mục được cử hành nghi thức phong chức sau đó vào ngày 24 tháng 8 sau đó, với phần nghi thức chính yếu được cử hành bởi bộ ba giáo sĩ truyền chức gồm một chủ phong và hai phụ phong. Chủ phong cho Tổng giám mục Tân cử là James Cornelius van Miltenburg, O.F.M., Giám mục chính tòa Giáo phận Hyderabad thuộc Pakistan; hai phụ phong gồm Francesco Benedetto Cialeo, O.P., Giám mục chính tòa Giáo phận Multan và giám mục Leonard Joseph Raymond, giám mục của Giáo phận Allahabad. Tân giám mục quyết định chọn cho mình châm ngôn:Omnia omnibus.
Trong Công đồng Vaticanô II, Giám mục Cordeiro tham gia đầy đủ bốn giai đoạn của Công đồng, với vai trò là một nghị phụ. Ngày 5 tháng 3 năm 1973, Giáo hoàng Phaolô VI loan báo vinh thăng Tổng giám mục Anthony Cordeiro tước vị Hồng y Nhà thờ Sant'Andrea delle Fratte.
Hồng y Joseph Marie Anthony Cordeiro qua đời ngày 11 tháng 2 năm 1994, thọ 76 tuổi.
Trong chức vị hồng y, hồng y Anthony Cordeiro từng hai lần tham dự mật nghị hồng y, đó là Mật nghị Hồng y tháng 8 năm 1978, chọn Giáo hoàng Gioan Phaolô I và Mật nghị Hồng y tháng 10 năm 1978, chọn Giáo hoàng Gioan Phaolô II.